# Билявичюс-Сарин, Элияс Маушович
Элияс Маушович Билявичюс-Сарин — советский хозяйственный и политический деятель.

## Биография
Родился в 1904 году в местечке Волковышки Сувалкской губернии. Член КПСС с 1922 года.
В 1926 году окончил Коммунистический университет национальных меньшинств Запада.
С 1927 года — член ЦК Компартии Литвы, в 1928−1931 годах находился в заключении.
С 1932 года — в Советском Союзе: журналист московской центральной еврейской газеты «Дер эмес».
С 1941 года — народный комиссар пищевой промышленности Литовской ССР.
Участник Великой Отечественной войны в Литовском штабе партизанского движения
В 1944−1949 годах — заместитель секретаря ЦК КП Литвы. В 1949−1951 годах — заведующий отделом ЦК КП Литвы. В 1951−1953 годах — министр рыбной промышленности Литовской ССР. В 1953−1957 годах — министр пищевой промышленности Литовской ССР. В 1957−1961 годах — заместитель председателя СНХ Литовской ССР.
Депутат Верховного Совета Литовской ССР 4-5-го созывов.
Умер в 1986 года в Вильнюсе.

## Награды
- Орден Красного Знамени (22.03.1944)
- Орден Отечественной войны II степени (08.04.1947, 06.11.1985)
- Орден Трудового Красного Знамени (20.07.1950)